# Gare d'Alger
La gare d'Alger est une gare ferroviaire algérienne, située dans la ville d'Alger, au niveau du port, du front de mer et de la Casbah d'Alger. Les habitants algérois du centre-ville et de la casbah et ses portes prennent le train à partir de cette gare pour aller vers les autres points d'Alger et de l'Algérie.
La gare d'Alger est considérée par les Algérois comme la gare centrale de la ville d'Alger.

## Situation ferroviaire
La gare d'Alger est la gare origine des lignes d'Alger à Oran et d'Alger à Skikda. Ces deux lignes ont un tronçon commun entre la gare d'Alger et la gare d'El Harrach qui est la gare où se débranchent ces deux lignes : vers l'ouest pour la ligne d'Alger à Oran et vers l'est pour la ligne d'Alger à Skikda.
| \| Alger Aéroport d'Alger Zéralda Birtouta Réghaïa \| Localisation de la gare d'Alger dans la wilaya d'Alger. |
| Alger Aéroport d'Alger Zéralda Birtouta Réghaïa                                                               |

## Histoire

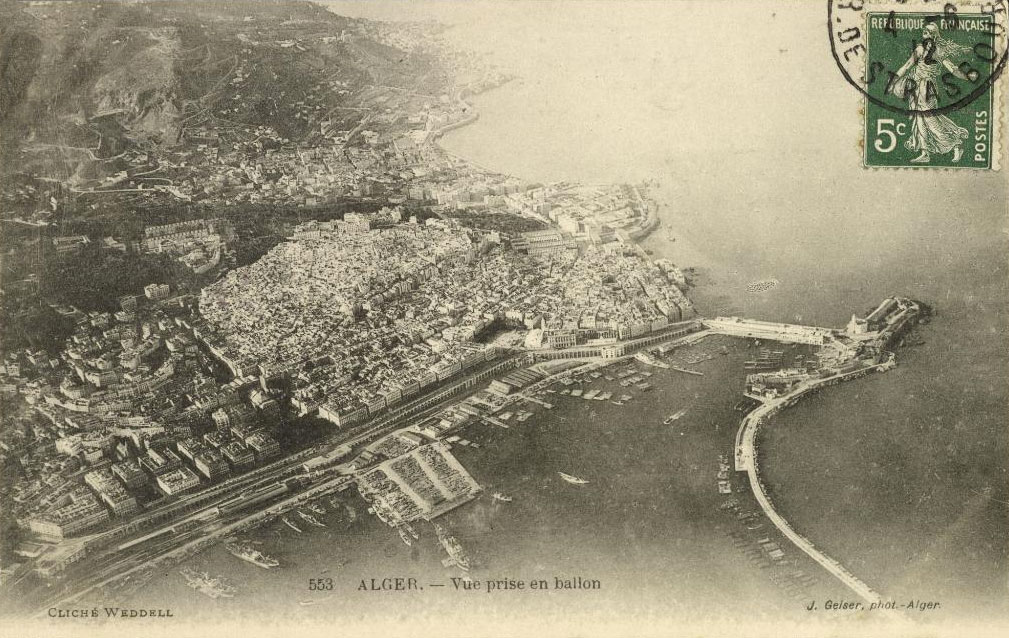
Le port et la gare d'Alger avant 1912.

La gare d'Alger construite par l'architecte baron Charles Frédéric Chassériau, est inaugurée le 15 août 1862 en même temps que la première ligne de chemin de fer, longue de 50 km entre Alger et Blida. La gare actuelle date du début du XXe siècle.
La première gare de 1862 a été remplacée au début du siècle dernier à la suite de l'augmentation des flux des voyageurs.

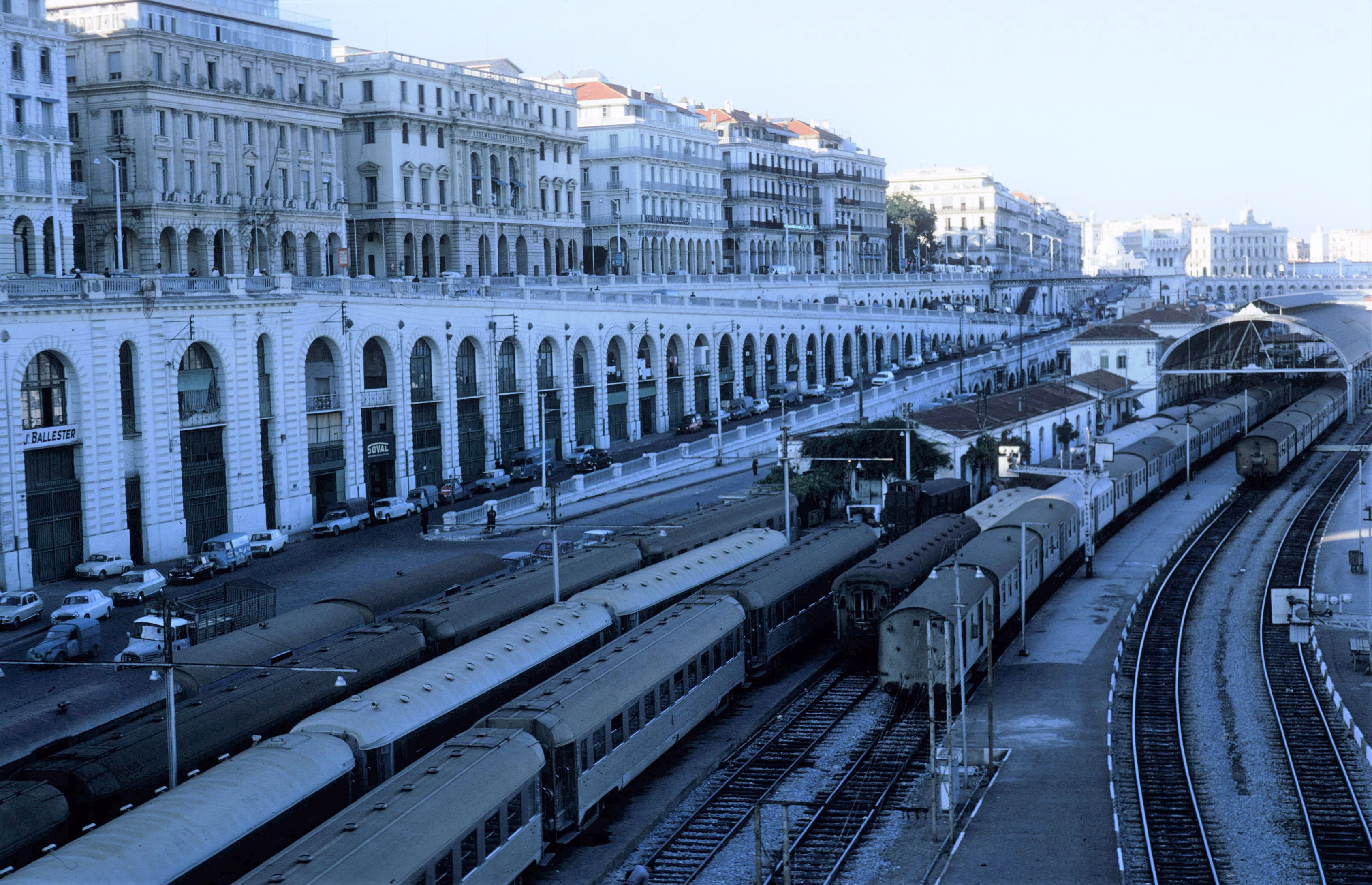
La gare d'Alger en 1970.

## Service des voyageurs

### Accueil
Un service de vente de billets au guichet est effectif en gare d'Alger.

### Desserte
La gare d'Alger dessert les principales villes du pays, dont : Annaba, Batna, Béjaïa, Chlef, Constantine, M'Sila, Oran, Sétif, Tébessa, Tizi Ouzou, Touggourt.
Elle est la gare origine des liaisons :
- grandes lignes :
  - Alger - Annaba[4] ;
  - Alger - Batna[5] ;
  - Alger - Oran[6] ;
  - Alger - Tébessa[7] ;
  - Alger - Touggourt[8] ;
- régionales :
  - Alger - Béjaïa[9] ;
  - Alger - Bouira[10] ;
  - Alger - Chlef[11] ;
  - Alger - Sétif[12] ;
- et du réseau ferré de la banlieue d'Alger :
  - Alger - El Affroun[13] ;
  - Alger - Thénia[14].

### Intermodalité
La station de métro Ali Boumendjel (ligne 1), située à l'intersection des rues Larbi Ben M'hidi, Ali Boumendjel et Patrice Lumumba, à 600 mètres environ, est accessible en sortant de la gare et en empruntant la voie publique.

## Galerie de photographies

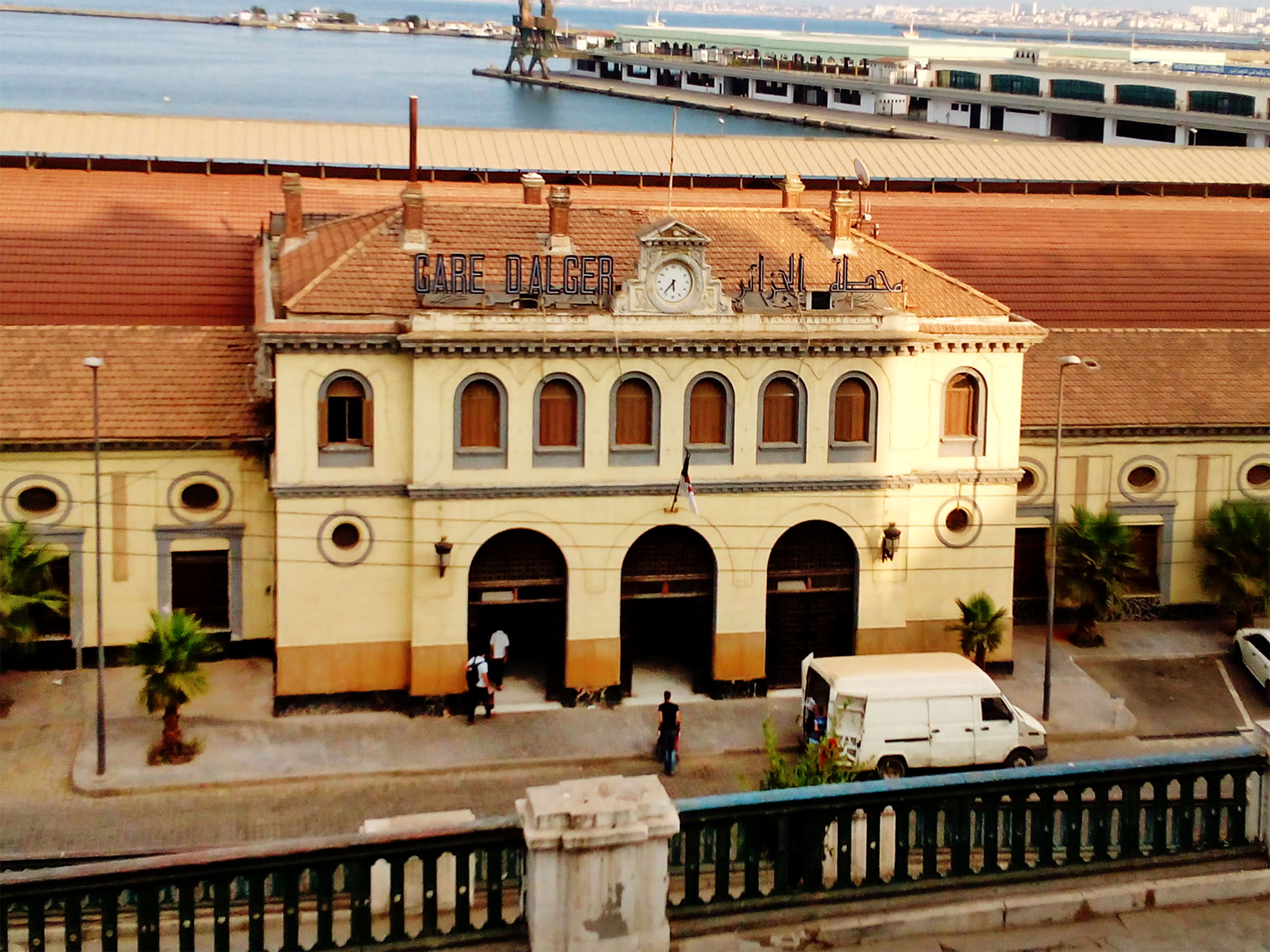
Vue de l'extérieur du bâtiment voyageurs.
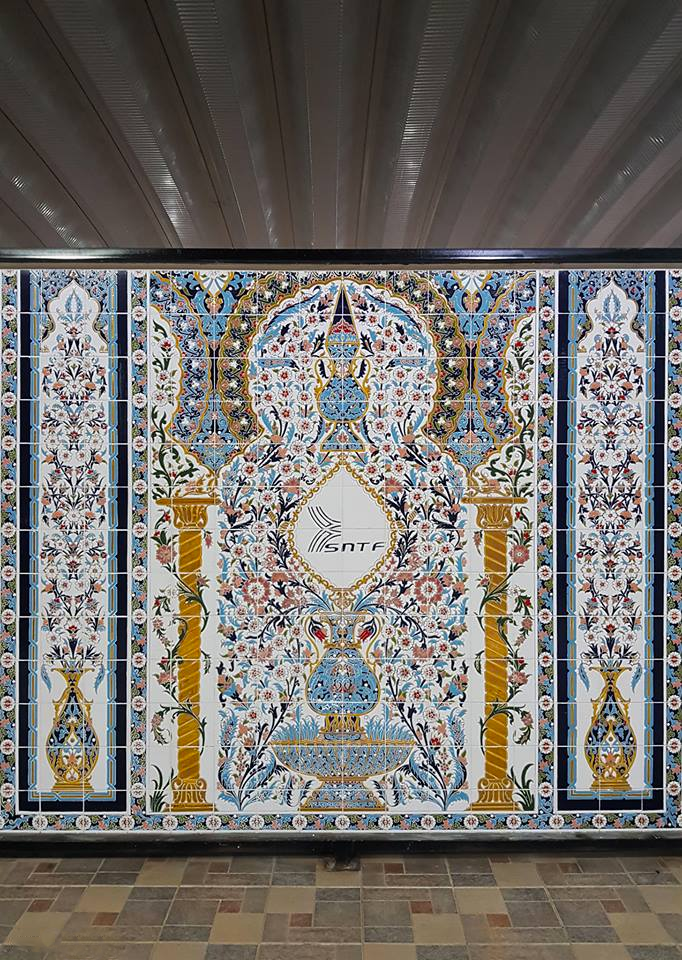
Mosaïque murale à l'intérieur du bâtiment voyageurs.
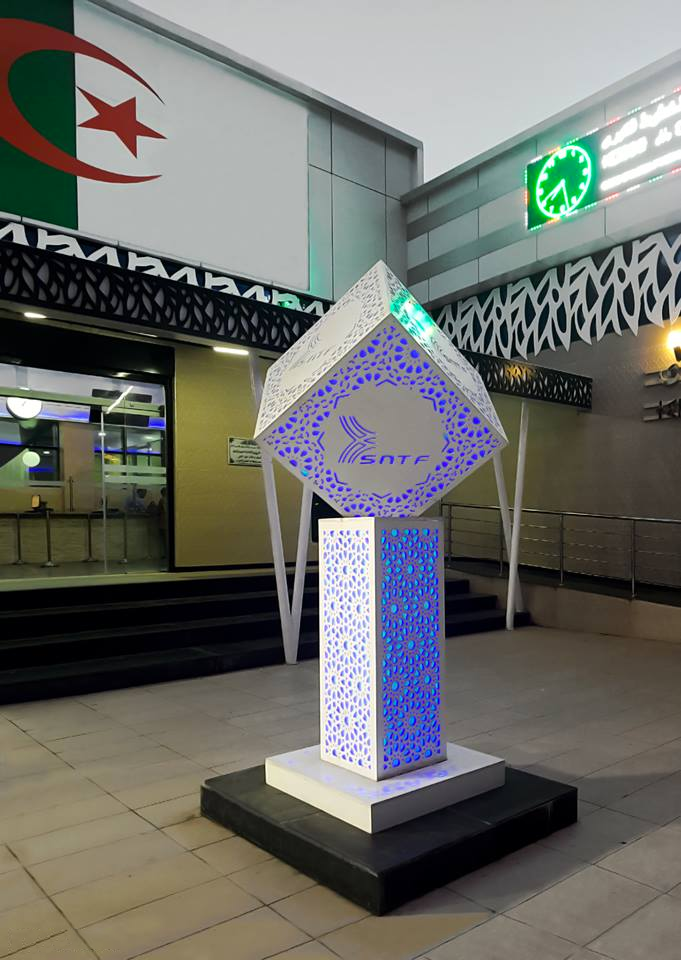
Sculpture SNTF à l'intérieur du bâtiment voyageurs.
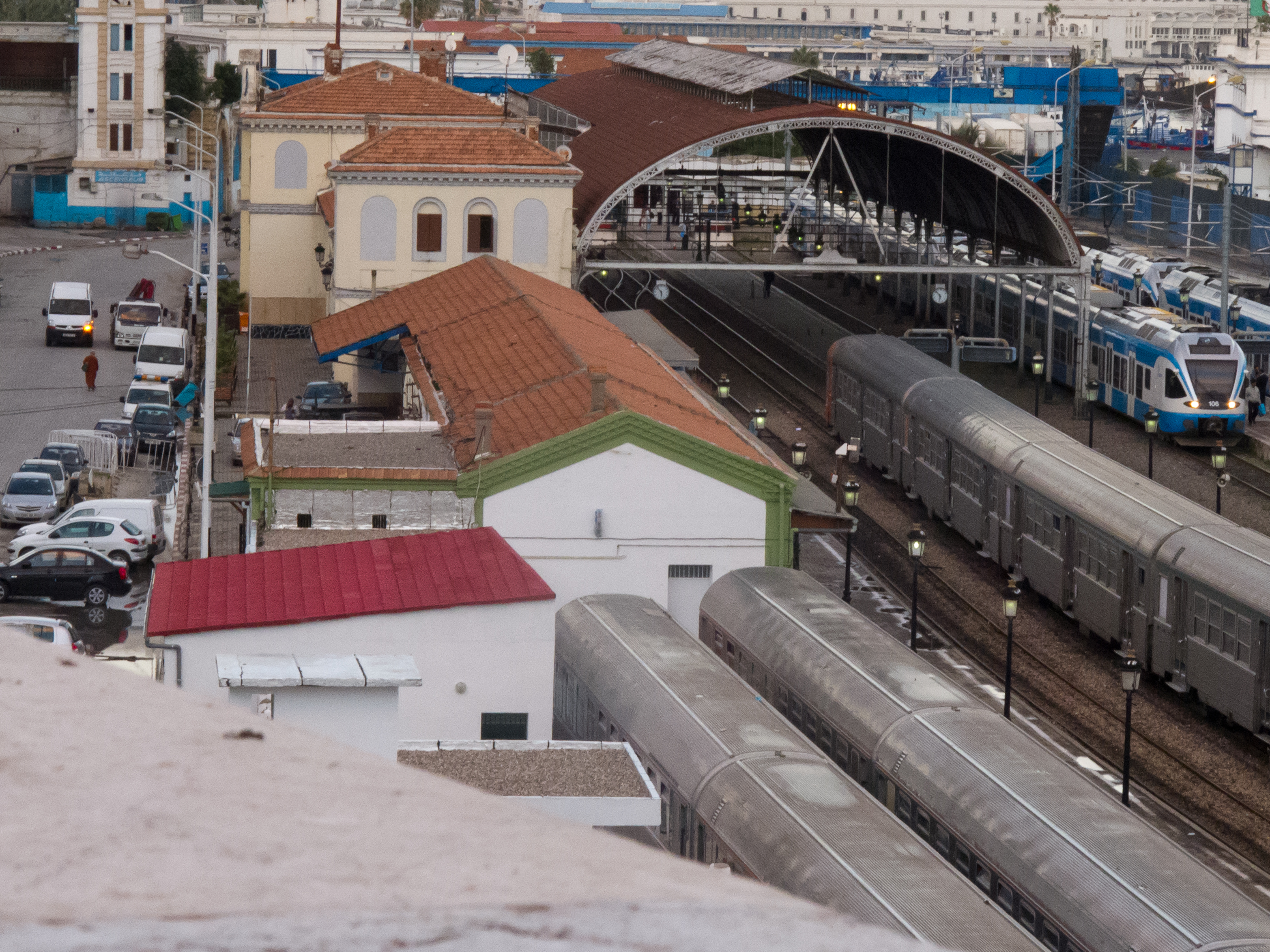
Vue de l'intérieur de la gare.